# Носоріг (часопис)
Носоріг — часопис, перше сатиричне видання Придніпров'я. Видавався у м. Дніпропетровськ, 1991 — 2002 рр.

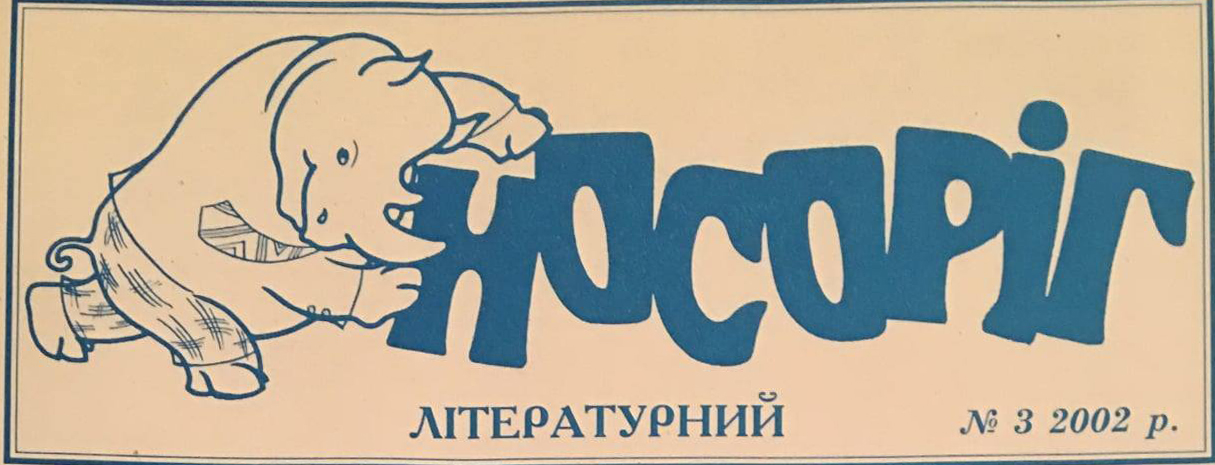
Обкладинка часопису, № 3 2002 рік

Засновником і незмінним редактором часопису «Носоріг» був Володимир Луценко (1941 — 2020) – відомий письменник і журналіст, автор біля десяти книг, написаних у жанрі соціально-політичної сатири.

## Історія
Часопис «Носоріг» – перше сатиричне видання Придніпров'я – побачив  світ у квітні 1991 року. Дуже швидко часопис зажив слави «інтелектуального санітара декомунізованого суспільства» і став переможцем двох Всеукраїнських фестивалів гумору та сатири. 
Орієнтація на гостру публіцистику, дошкульну сатиру, широка галерея впізнаваних суспільно-типових, реалістичних, гумористично-сатиричних образів зробили часопис популярним серед читачів. Його наклад — 500 примірників — дуже швидко поширювався, і сьогодні видання уже є біобібліографічною рідкістю.

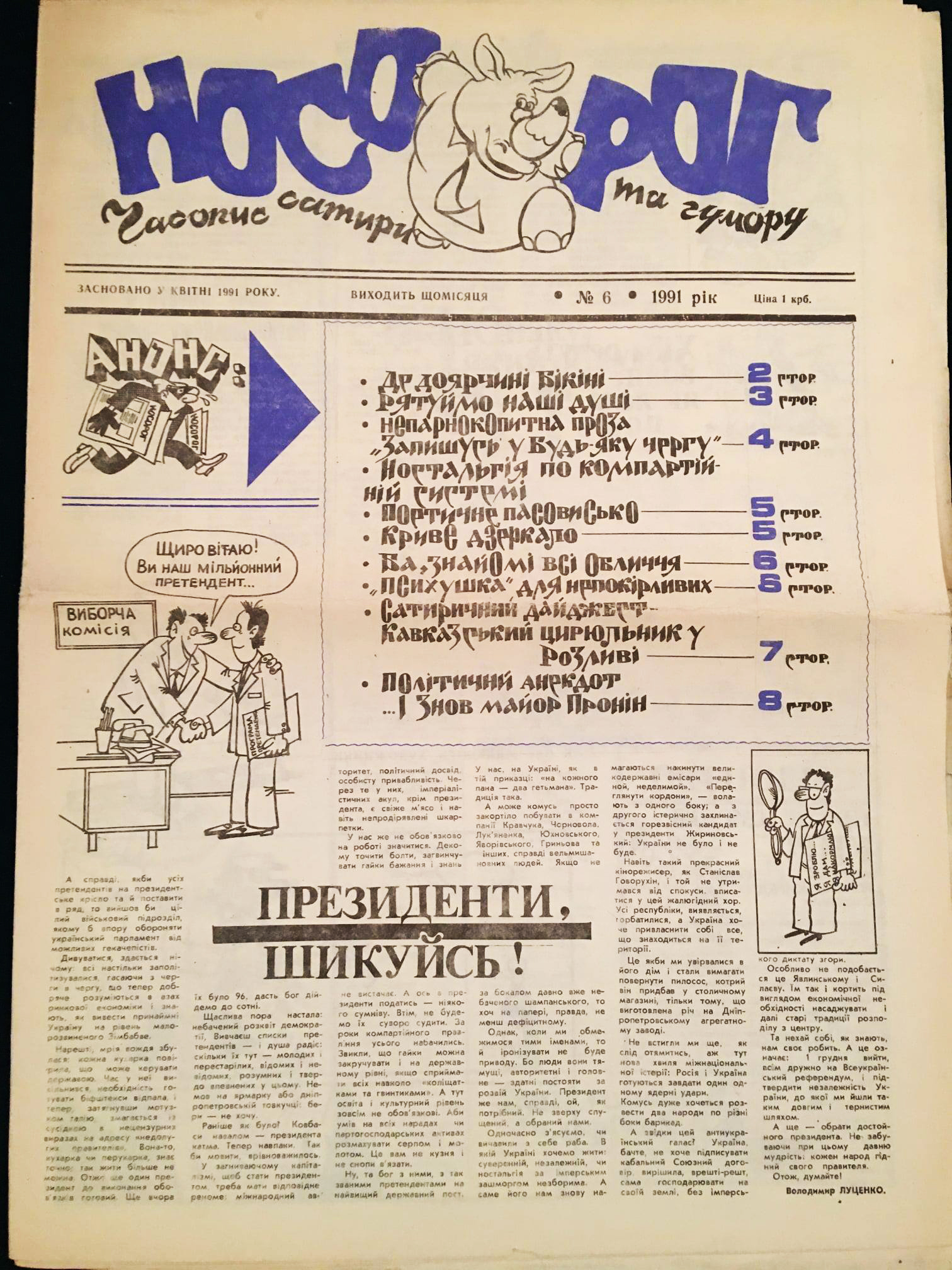
Обкладинка часопису, № 6 1991 рік

Засновником і незмінним редактором часопису «Носоріг» був Володимир Луценко (1941 — 2020) — відомий письменник і журналіст, автор біля десяти книг, написаних у жанрі соціально-політичної сатири. Усі книги Луценка, а це «Фейлетонна епоха» (1995), «Товариші - хапуни» (1996), «Дохлін та Пройдохлін» (1998), «Синдром Носорога» (1999), «О, яка це екзотика – політична еротика» (2000), «Поцілунок сатани» (2001), «Рафаель і юшкоїди» (2001), «Гримаси ринкового монстра» (2005),«Курйози та метаморфози» (2011) побачили світ уже після розвалу радянської імперії. Адже за тоталітарного режиму соціально — політична сатира, яка завжди перебуває в опозиції до політичної системи, до існуючого соціального ладу, критикує його деформації й внутрішні пороки, просто не могла існувати. 
Світ сатиричних есе В. Луценка наповнений гостросоціальною проблематикою: тут і політична колотнеча, і споживацький бум, занепад моралі, знецінення духовних надбань. Його персонажі – депутати, робітники, пенсіонери, колишні партпрацівники, вчені («Полтергейст», «Чорна ікра»), видавці («Велика сила бізнесу»), брокери («Варіації на оперні теми»). Та про що б і про кого б не писав автор, усі його твори просякнуті вірою у здоровий глузд народу, в його духовний потенціал, в національне відродження України. Не випадково, епіграфом до однієї із книг письменник узяв слова із Євангелія від Марка (8.36) «Яка користь людині, що здобуде весь світ, але душу свою занапастить». 
Досліджуючи природу сміху, в «Есе про сміх», письменник доходить висновку, що «сміх виправляє вдачу», бо своєю цілющою силою оздоровлює суспільний організм і душу, розбуркує свідомість, прилучає людину до вищої краси буття. То ж поява «Носорога» напередодні краху тоталітарної імперії, коли процесс руйнації з космічною швидкістю проймав усі сфери життя, була закономірна. «Якщо вірити східним легендам, носоріг з'являється саме там, де неспокійно, де панує безладдя і хаос. Далі свого рогу він нібито не бачить, зате нюх має винятковий. Відчувши сигнал тривоги, долаючи перешкоди, мчить назустріч небезпеці…», — так пояснював походження назви часопису В.Луценко. 

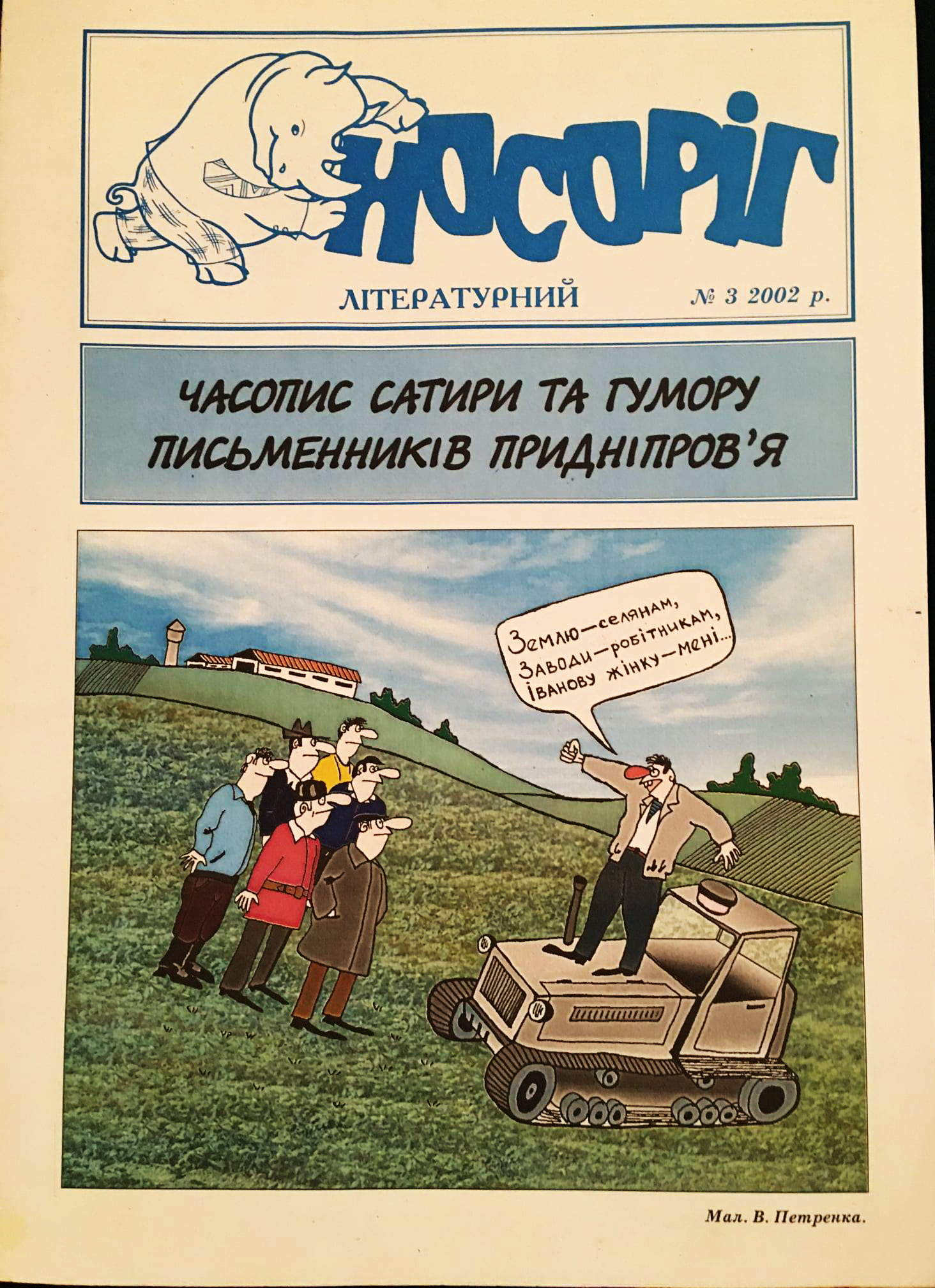
Обкладинка часопису, № 3 2002 рік

Редакція часопису знаходилася на вул. Телевізійній, 3, де Володимир Луценко працював головним редактором Дніпропетровської обласної державної телекомпанії. У 1999 році часопис припинив своє існування. Лише окремі номери побачили світ у 2001, 2002 роках. На зміну йому прийшов його побратим — «Теленосоріг». Гостре слово і дотеп, занепокоєність станом речей постійно демонстрували разом із В. Луценком, Григорій Гарченко, Євген Куліш, Володимир Сіренко, Валерій Тищенко, Григорій Бідняк, Микола Петренко, Олександр Хорошун, Володимир Крот, Володимир Рудов. 
«Сміху боїться навіть той, хто вже нічого не боїться», — писав Микола Гоголь. І в цьому плані часопис «Носоріг» зробив свою велику справу.